# Яна Милич
Яна Милич е сръбска актриса, известна в България с ролята си на Лейла в сериала „Изборът на Лара“.

## Биография
Родена е на 31 декември 1981 година в Крушевац. Завършва актьорско майсторство във Факултета по драматични изкуства в Белград в класа на професор Владимир Йевтович. В допълнение на театралните роли, тя взема участие във филмови и телевизионни продукции. Известна е с участието си във филмите „Ђавоља варош“, „Српски ожиљци“ и комедийния сериал „Курсаџије“.
Омъжена е за Милош Илич, продуцент на шоуто за таланти „Ја имам таленат“.